# Kostel svatého Ignáce z Loyoly (Praha)
Kostel svatého Ignáce v Praze-Novém Městě je římskokatolický filiální kostel. Nachází se na rohu Karlova náměstí a Ječné ulice v městské části Praze 2-Nové Město. Raně barokní budova kostela s bohatě zdobeným průčelím a věží vznikla v letech 1665–1699 v několika etapách jako součást jezuitské koleje (dnešní VFN). V roce 1773 byl kostel svatého Ignáce jezuitskému řádu zkonfiskován a stal se jedním z pražských farních kostelů. Do majetku řádu jezuitů se znovu dostal v roce 1866. 
V roce 1950 se kostel sv. Ignáce stal součástí farnosti u sv. Štěpána. Její součástí je dosud, ovšem od roku 1990 je tato farnost v duchovní správě jezuitů a většina aktivit farnosti se odehrává v kostele sv. Ignáce či sousedním sídle jezuitů. V současné době je kostel sv. Ignáce z Loyoly v majetku hlavního města Prahy. Celý areál bývalé novoměstské jezuitské koleje včetně kostela sv. Ignáce je chráněn jako kulturní památka.

## Historie

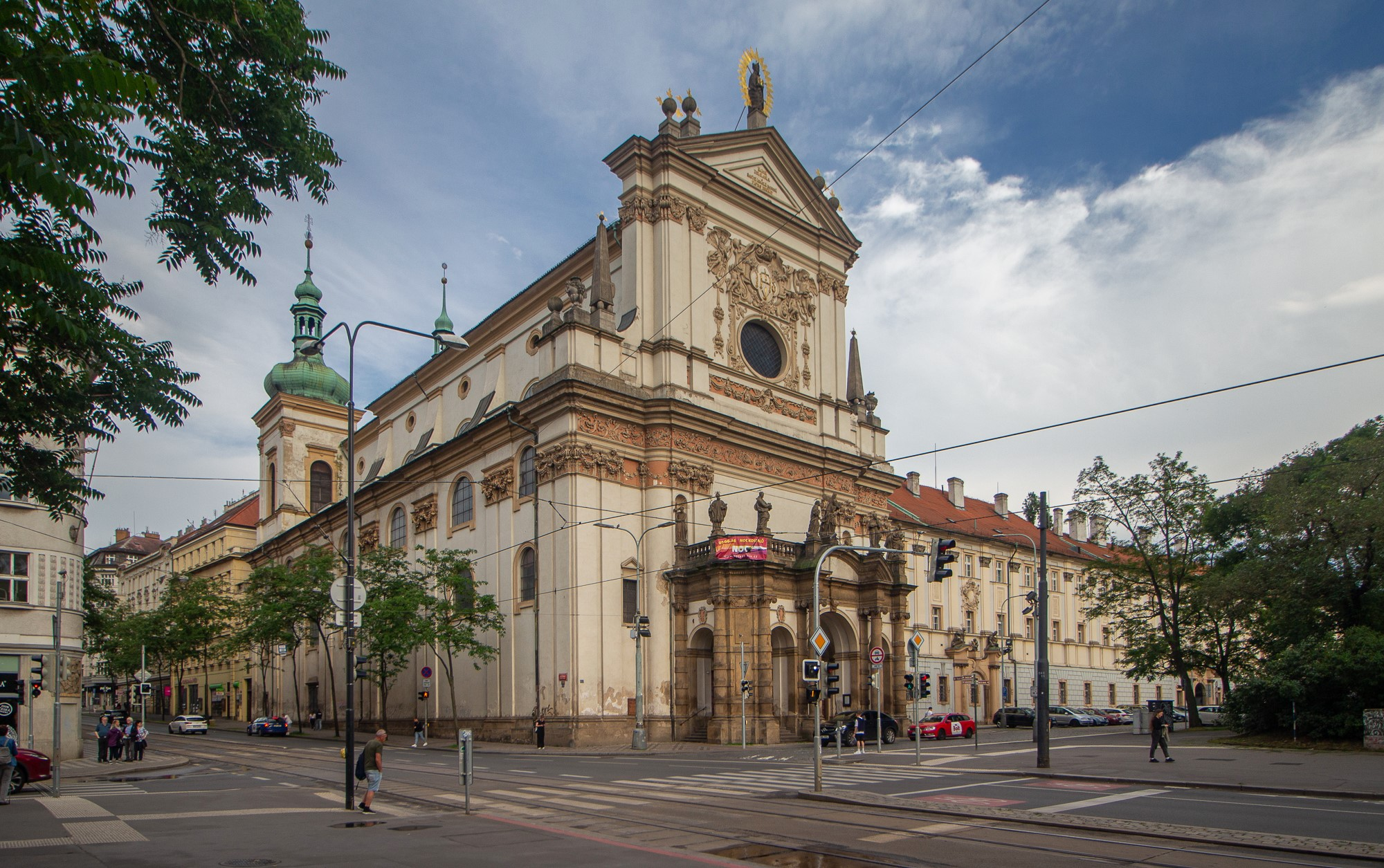
Kostel sv. Ignáce, vpravo s přiléhající někdejší Novoměstskou kolejí

Výstavba kostela a sousední jezuitské koleje probíhala v letech 1665–1678 podle plánů Carla Luraga, od roku 1671 ji vedl Martin Reiner. Dne 31. července 1678 byl kostel vysvěcen Janem Bedřichem z Valdštejna, ale vývoj interiéru i exteriéru pokračoval. Kaple Všech věrných duší byla vybudována v roce 1685, nová sakristie v roce 1717. Dostavbu věže roku 1687 a západního průčelí (1696–1699) projektoval a vedl Pavel Ignác Bayer. Štukovou výzdobu vytvořili italští sochaři Antonio a Tommaso Soldati v letech 1671–1699.
Této historii předcházela historie Kaple Božího Těla.
Po zrušení jezuitského řádu v roce 1773 sloužil kostel jako farní, teprve roku 1866 byl (jako jediný v Praze) vrácen jezuitům (k české nelibosti), kteří jej opravili. Roku 1950 byli jezuité komunistickou justicí internováni a na svá působiště se mohli vrátit teprve roku 1991.

## Popis kostela

### Exteriér
Raně barokní trojlodní baziliku v letech 1665–1678 postavil architekt Carlo Lurago podle vzoru mateřského jezuitského chrámu Il Gesù v Římě, a dokončil ji stavitel Martin Reiner jako baziliku s úzkými bočními kaplemi, vzájemně propojenými průchody, s trojbokým tympanonem v průčelí a s hranolovou věží završenou bání nad východním závěrem. Mohutné západní průčelí nese na vrcholu sochu sv. Ignáce ve svatozáři a se zlacenými iniciálami AMDG na hrudi (Ad maiorem Dei gloriam, heslo jezuitského řádu). V tympanonu je latinský nápis s chronogramem a letopočtem 1671. Schodiště a kamenný portikus s osmi sochami jezuitských světců kolem Krista Spasitele z dílny M. V. Jäckela byly přistavěny až roku 1699 podle projektu Pavla Ignáce Bayera, stejně jako věž.

### Interiér

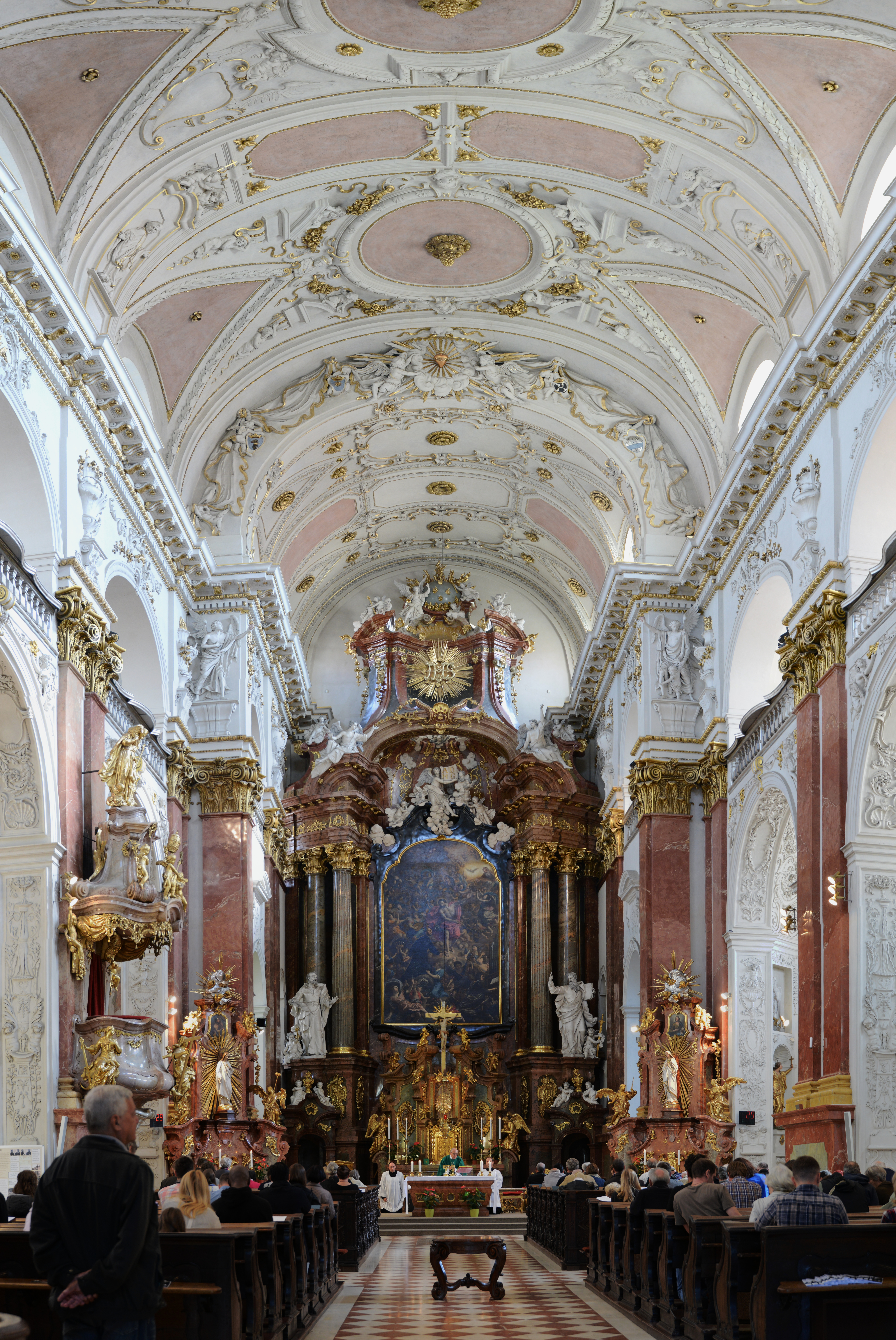
Barokní interiér kostel sv. Ignáce

Hlavní loď je přímo osvětlena půlkruhovými (termálními) okny nad dvěma pásy bočních kaplí, nad nimiž je vedena empora. Valenou klenbu lodi dělí pasy do tří travé, presbytář je naznačen mírným zúžením. Stěny a klenby se vyznačují bohatými reliéfními štukaturami, které vytvořil Tommaso Soldati (1697-1699). V lunetových výsečích klenby jsou osazeny busty šesti českých patronů, pod kelnebními pasy  umístěny figury jezuitských patronů sv. Ignáce z Loyoly, Františka Borgii, Aloise z Gonzagy, Stanislava Kostky a sv. Pavla Miki s druhem, mezi nimi postavy andílků. 

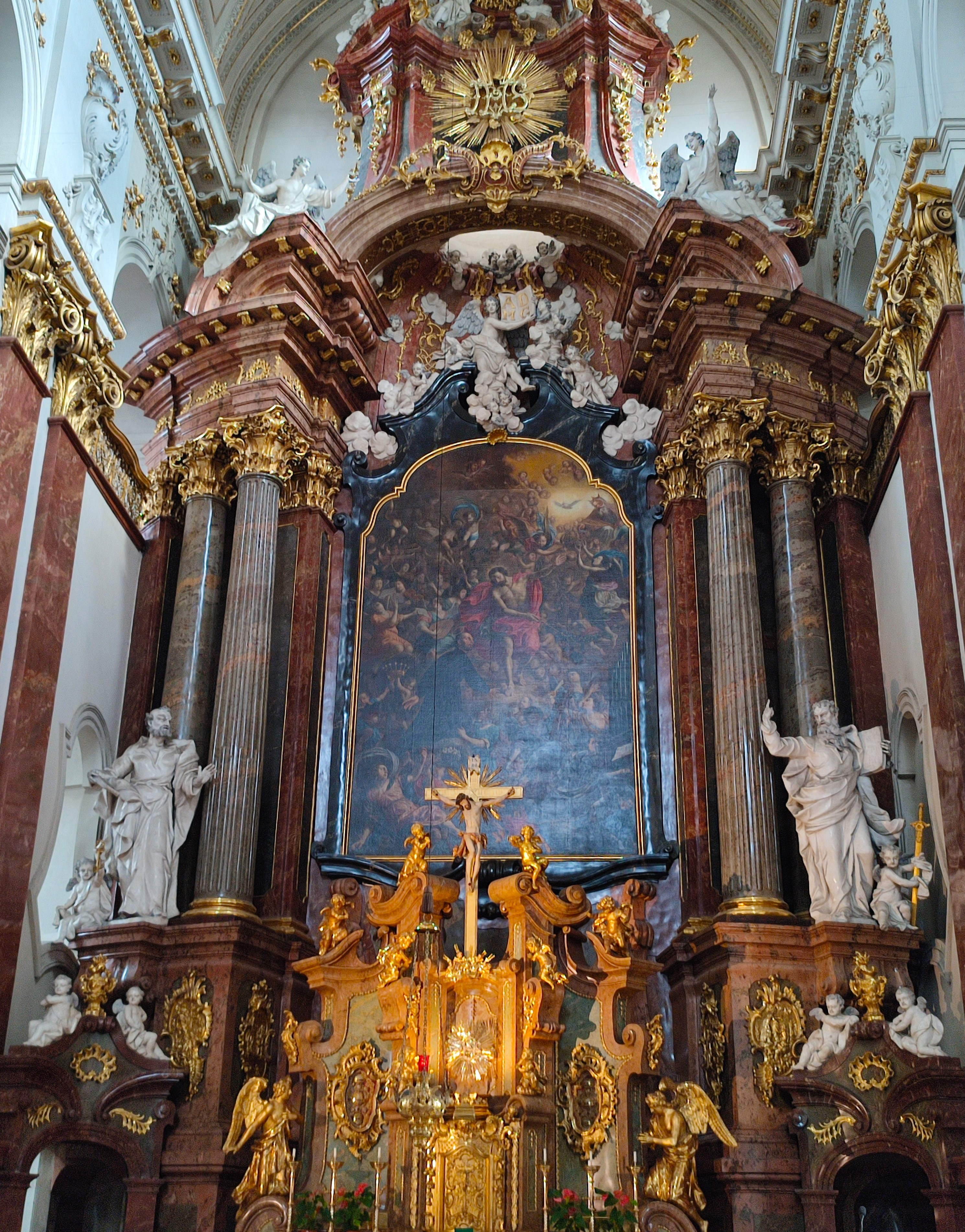
Hlavní oltář sv. Ignáce

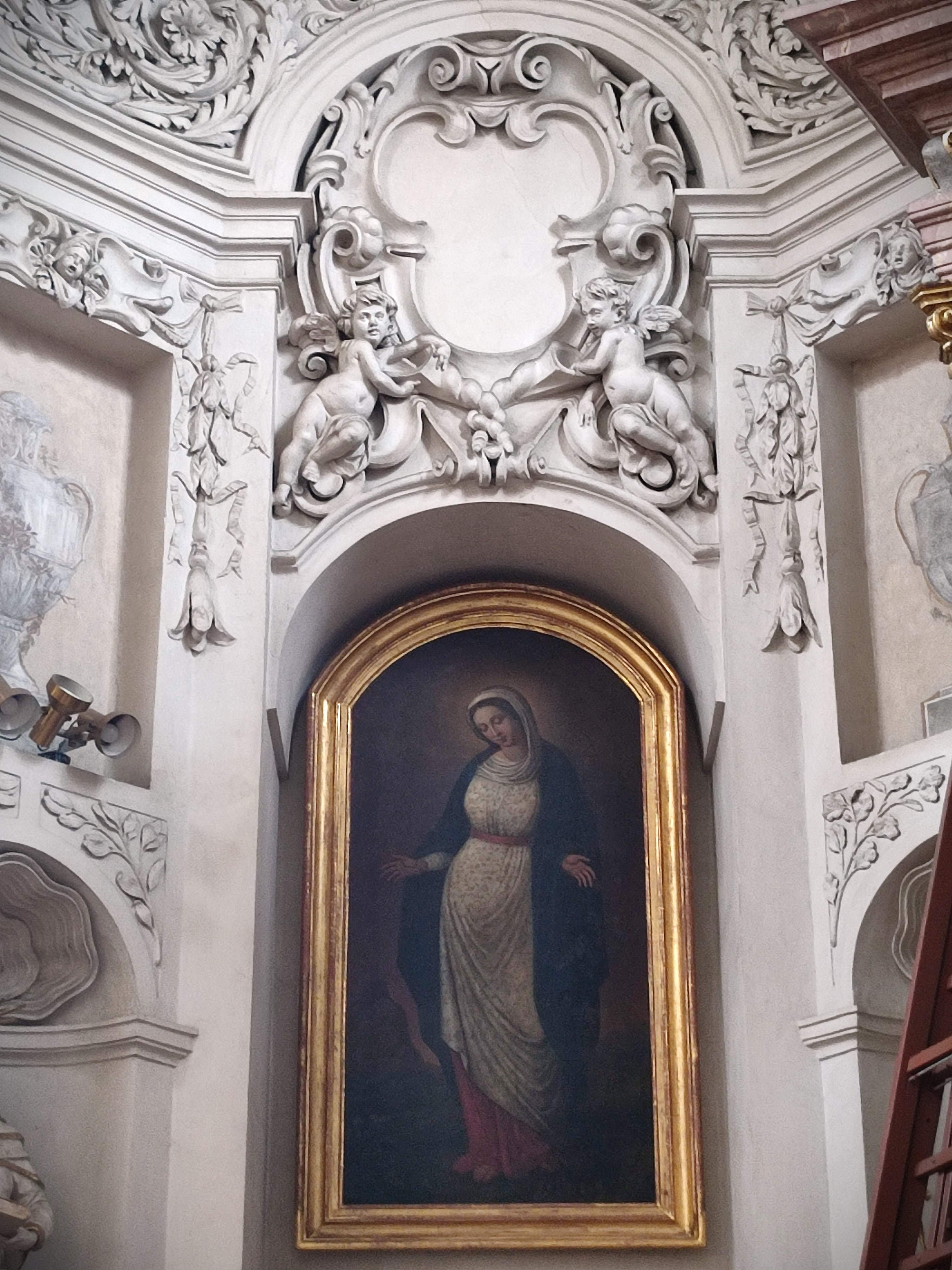
Oltářní obraz Panny Marie Karlovské

- Hlavní oltář: pozdně barokní architektura z červeného umělého mramoru (1768-1773), obraz Svatý Ignác z Loyoly vstupuje do slávy nebeské od Jana Jiřího Heinsche z roku 1688, po stranách bíle štukované kamenné sochy sv. Petra a Pavla řezal Matěj Václav Jäckel
- I. Kaple českých patronů: oltář sv. Jana Nepomuckého (1719), obraz Emanuel Dítě mladší; kopie obrazu Panny Marie Montserratské, Jan Jiří Heinsch: obraz Přenesení těla sv. Václava (1692), Jan Jiří Bendl: Socha sv. Václava
- II. Kaple sv. Františka Borgiáše- na jižní straně závěru, obraz Ignáce Raaba sv. František Borgiáš klečí před Nejsvětější svátostí
- III. Kaple sv. Barbory: Ignác Raab: oltářní obraz sv. Barbory mezi sochami sv. Kateřiny a Lucie,
- IV. Kaple Panny Marie Pěkarské, s obrazem této madony, patronky Horního Slezska,získaným roku 1680. Sochy sv. Jana Křtitele, Josefa, Jáchyma a Zachriáše v nikách zhotovila dílna Františka Ignáce Weisse v letech 1743-1745
- V. Kaple zemřelých, také Všech věrných duší, oltář Ukřižování, obraz Jan Jiří Heinsch (připsáno): Ukřižování s dušemi v očistci (kolem 1690), v oltářní menze Boží hrob se sochou Krista z 18. století; na klenbě malba Posledního soudu (1685)
- VI. Kaple sv. Libora, Ignác Raab: obraz svatého Libora mezi sochami bl. Spinoly a sv. Petra Kanisia od Eduarda Veselého z roku 1878; v nikách sochy  sv. Stanislava Kostky a Františka Regis z let 1760-1770 od následovníka I. F. Platzera, sochy sv. Anny Samétřetí a Alžběty s malým janem Křtitelem od anonyma z 2. čtvrtiny 18. století
- VII. Kaple sv. Aloise z Gonzagy, bohatá sochařská výzdoba zlaceného rokokového retáblu oltáře od Richarda J. Prachnera, kolem r. 1770; drobný titulární obraz sv. Aloise z Gonzagy od Ignáce Raaba, pod ním kopie poutního obrázku Panny Marie Dobré rady (z italského Genazzana), jeho aureola a nápisová páska jsou z roku 1882. V nikách sochy sv. Judy Tadeáše a sv. Ondřeje z dílny Matěje Václava Jäckela (1699); závěsný obraz sv. Ignáce před Nejsv. Trojicí od J.J. Heinsche z r. 1687
- VIII: Kaple sv. Františka Xaverského: oltářní obraz Smrt sv. Františka Xaverského od Ignáce Raaba; Matěj Václav Jäckel: bíle štafírované sochy japonských jezuitských mučedníků sv. Pavla Miki a jeho tří druhů, od téhož sochaře v nikách sochy sv. Petra a Pavla; závěsný obraz sv. Petra Fabera mezi anděly od Jana Umlaufa (1872)
- Lurdská jeskyně - kompozici Zjevení Panny Marie Bernadettě ze Soubirous modeloval Heřman Kotrba roku 1948.
- Kazatelna - rokokový korpus z umělého mramoru, dole mušle, na poprsni sochy čtyř alegorií křesťanských ctností, na stříšce socha Krista Dobrého pastýře: vytvořila dílna Richarda Jiřího Prachnera kolem roku 1770; a další mistři.[5]
- Varhany kryje trojdílný barokní prospekt se soškami andělů s hudebními nástroji, z dílny M. V. Jäckela (1699)

Na další sochařské výzdobě se podíleli M. V. Jäckel. 

### Fresky
Raně barokní fresky doprovázejí nápisy a citáty z Písma a z modliteb. Kaple Panny Marie Pěkarské má na klenbě mariánský monogram) mezi dvěma freskami s citáty z mariánských litanií: Útočiště hříšníků představuje skupinu exulantů ve vyhnanství, Consolatrix afflictorum zobrazuje vězení.

### Erby
Stavbu kostela i přilehlé Novoměstské jezuitské koleje platila pobělohorská šlechta, např. Marie Maxmiliána, vdova po Adamovi ze Šternberka, darovala jezuitům 44 tisíc zlatých a roční rentu 9 tisíc zlatých. Erby větších donátorů se nacházejí u kněžiště, a to Šternberků, Hohenzollernovů, Věžníků a Stařínských. Znak ryby (stejný jako na náhrobku v Loretánské kapli) nad pěkarskou kaplí patřil Lobkovicům, kapli Svatých českých patronů dali zhotovit Martinicové. Náhrobní kámen Fridricha Leopolda Věžníka († 6. 4.1663) byl přenesen ze zrušeného hřbitova u Kaple Božího Těla a nachází se zde, v kapli sv. Barbory.

### Svatozář sv. Ignáce
Rivalové jezuitů, dominikáni, protestovali proti velikosti aureoly sv. Ignáce na vrcholu štítu západního průčelí kostela s tím, že taková pocta sv. Ignáci nenáleží. Argumentovali mj. menším měřítkem Spasitele na portiku novoměstského kostela. Proces, tímto ustavený v Římě u papeže, dominikáni ve sporu s jezuity prohráli.

### Varhany
V kostele se nacházejí varhany firmy Emanuel Štěpán Petr z roku 1911 (opusové číslo 200). Nástroj je umístěn ve varhaní skříni, která pochází z doby okolo roku 1680. Montáž nového nástroje do staré skříně přineslo řadu komplikací a problémů s jeho funkčností a opravami. V roce 1988 byl nástroj rozebrán kvůli nutným stavebním úpravám kůru. Od 90. let 20. století probíhaly snahy vrátit nástroj zpět. Proběhly konzultace a testy možných řešení. Nakonec byla zvolena varianta, kdy byl varhanářskou dílnou Kánský-Brachtl postaven nový nástroj s použitím původních píšťal. Rekonstrukce varhan byla dokončena v roce 2013.
Třímanuálové varhany mají 50 rejstříků a 3 100 píšťal. Nejmenší z píšťal měří 15 mm a největší 6 m.

#### Dispozice varhan:
I. Manuál
- Principál 16´
- Principál 8´
- Flétna harmonická 8´
- Kryt hrubý 8´
- Viola alta 8´
- Corno 8´
- Salicionál 8 ´
- Kvinta 5´ 1/3´
- Oktáva 4´
- Flétna 4´
- Fugara 4´
- Cimbál 2´
- Mixtura 4x 2´2/3´
- Tromba 8´

II. Manuál
- Bourdon 16´
- Principál 8´
- Flétna koncertní 8´
- Kryt 8´
- Gamba 8´
- Kvintadena 8´
- Dolce 8´
- Principál houslový 4´
- Oktáva 4´
- Flétna 4´
- Mixtura 4x 2´2/3´
- Klarinet 8´

III. Manuál
- Salicet 16´
- Principál 8´
- Flétna rourková 8´
- Kryt jemný 8´
- Aeolina 8´
- Vox coelestis 8´
- Oktáva 4´
- Flétna 4´
- Doublet 4x 2´2/3´
- Picola 2´
- Cor anglais 8´
- Hoboj 8´

Pedál
- Principálbas 16´
- Grand bourdon 32´
- Violonbas 16´
- Salicetbas 16´
- Fagot 16´
- Subbas 16´
- Pozoun 16´
- Bourdonbas 16´
- Quintbas 10´2/3´
- Principál 8´
- Bourdon 8´
- Violoncello 8´

Spojky
- I/P, II/P, III/P
- II/I 16´,8´,4´
- III/I 16´,8´
- III/II 16´,8´,4´
- III/III 4´[8]

## Galerie

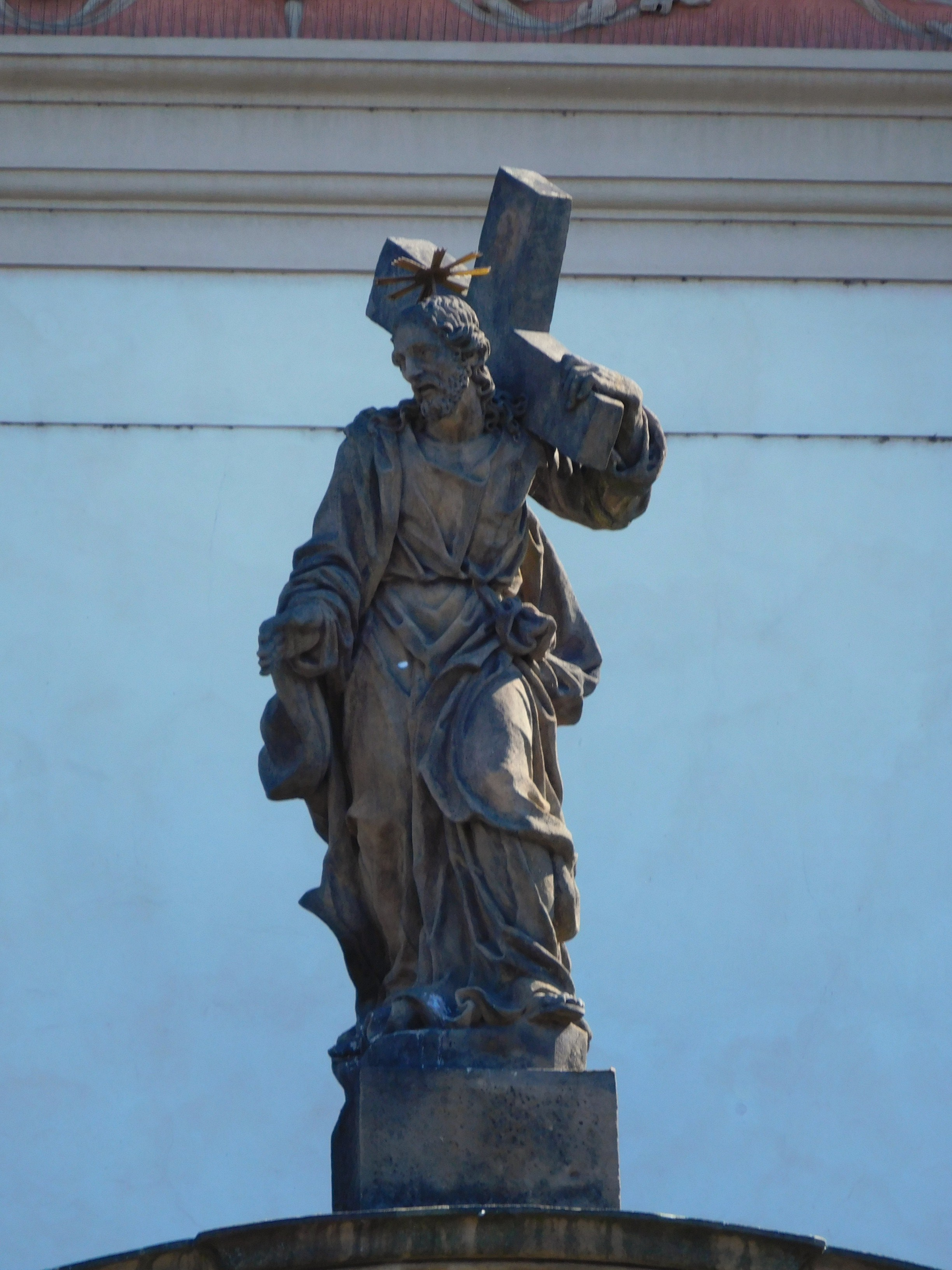
Spasitel světa (Salvator mundi)
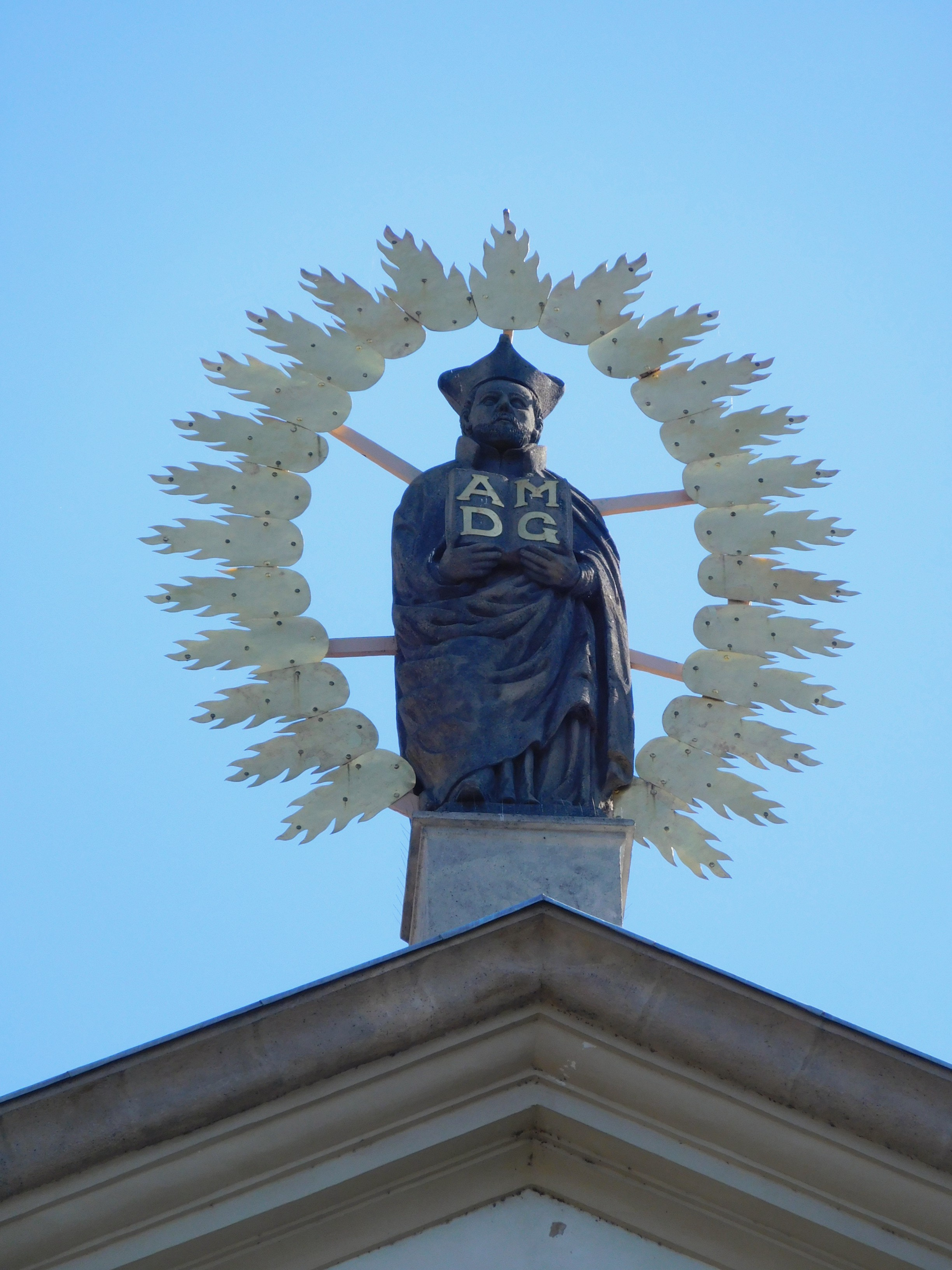
Svatý Ignác
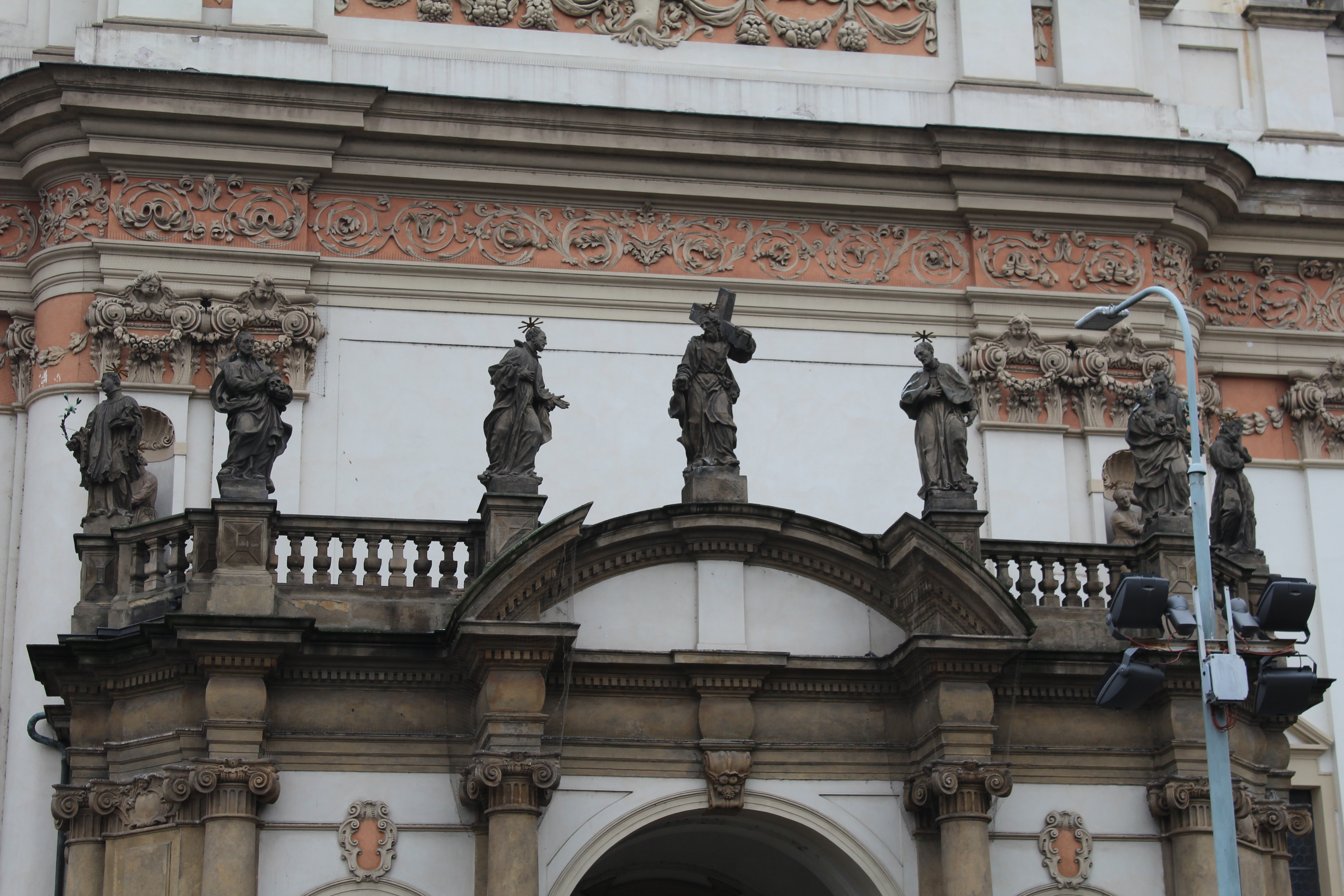
Sochy nad vchodem se Spasitelem uprostřed
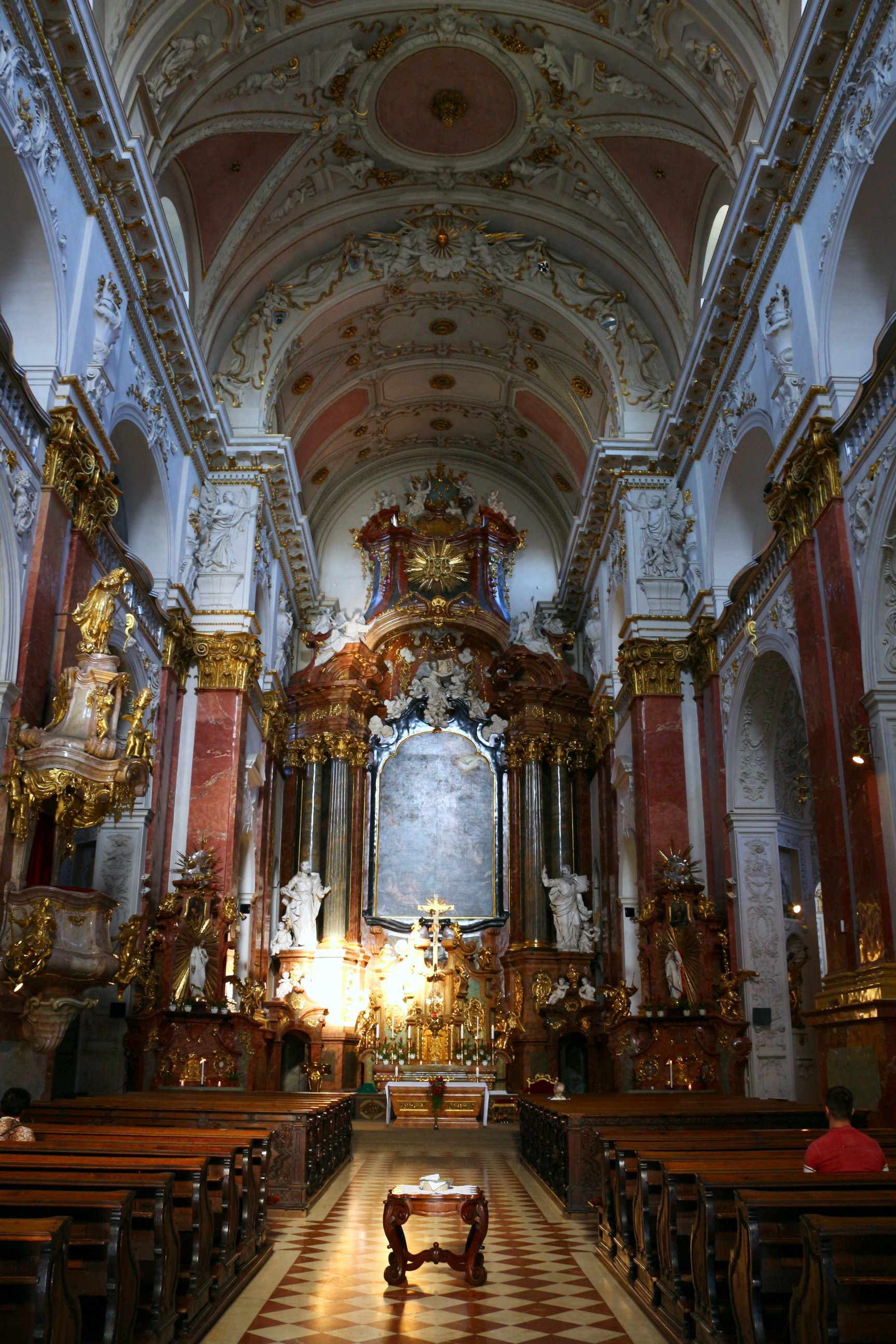
Interiér
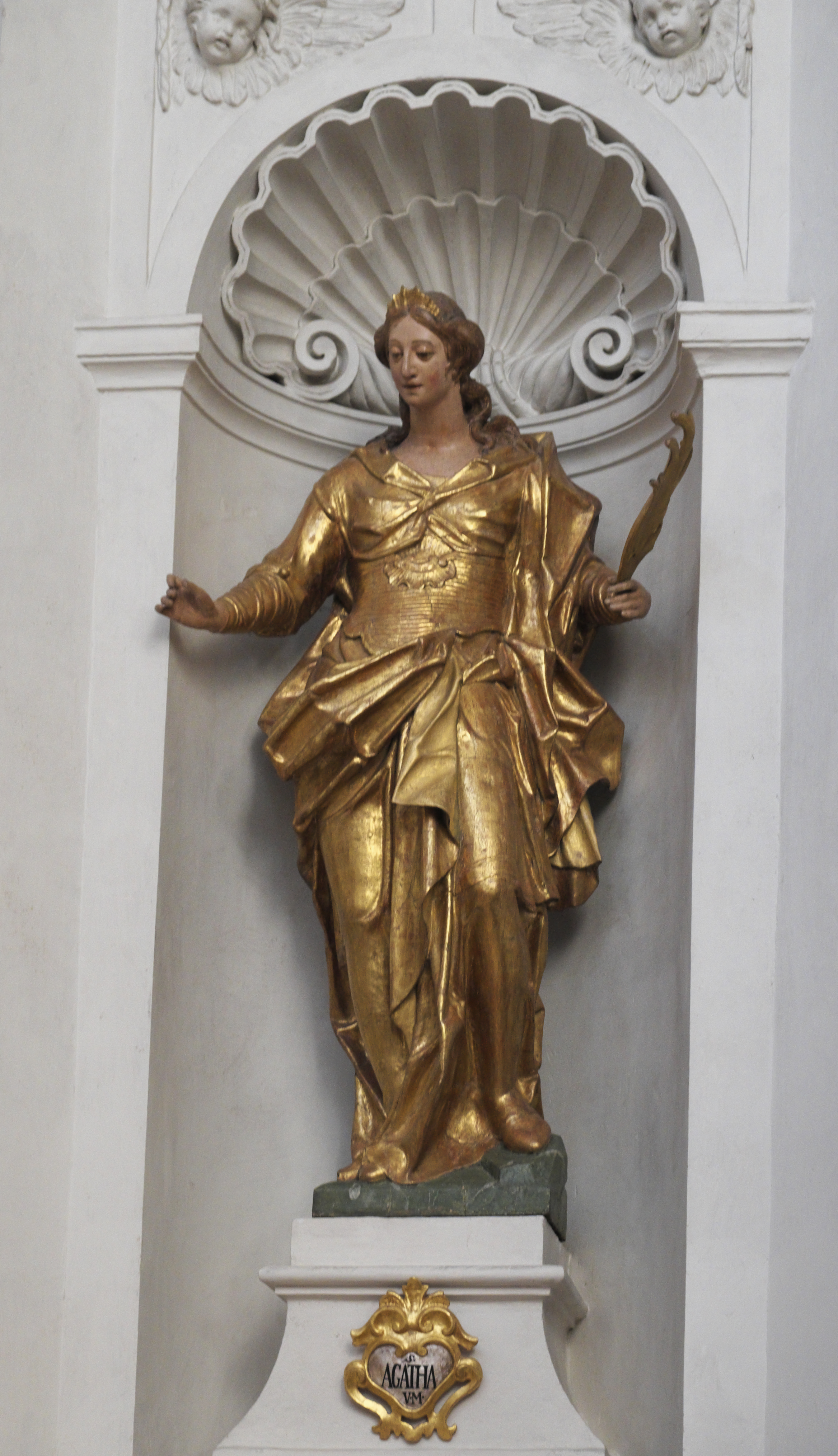
Socha sv. Agáty
Socha sv. Afry